# Georg Georgiew

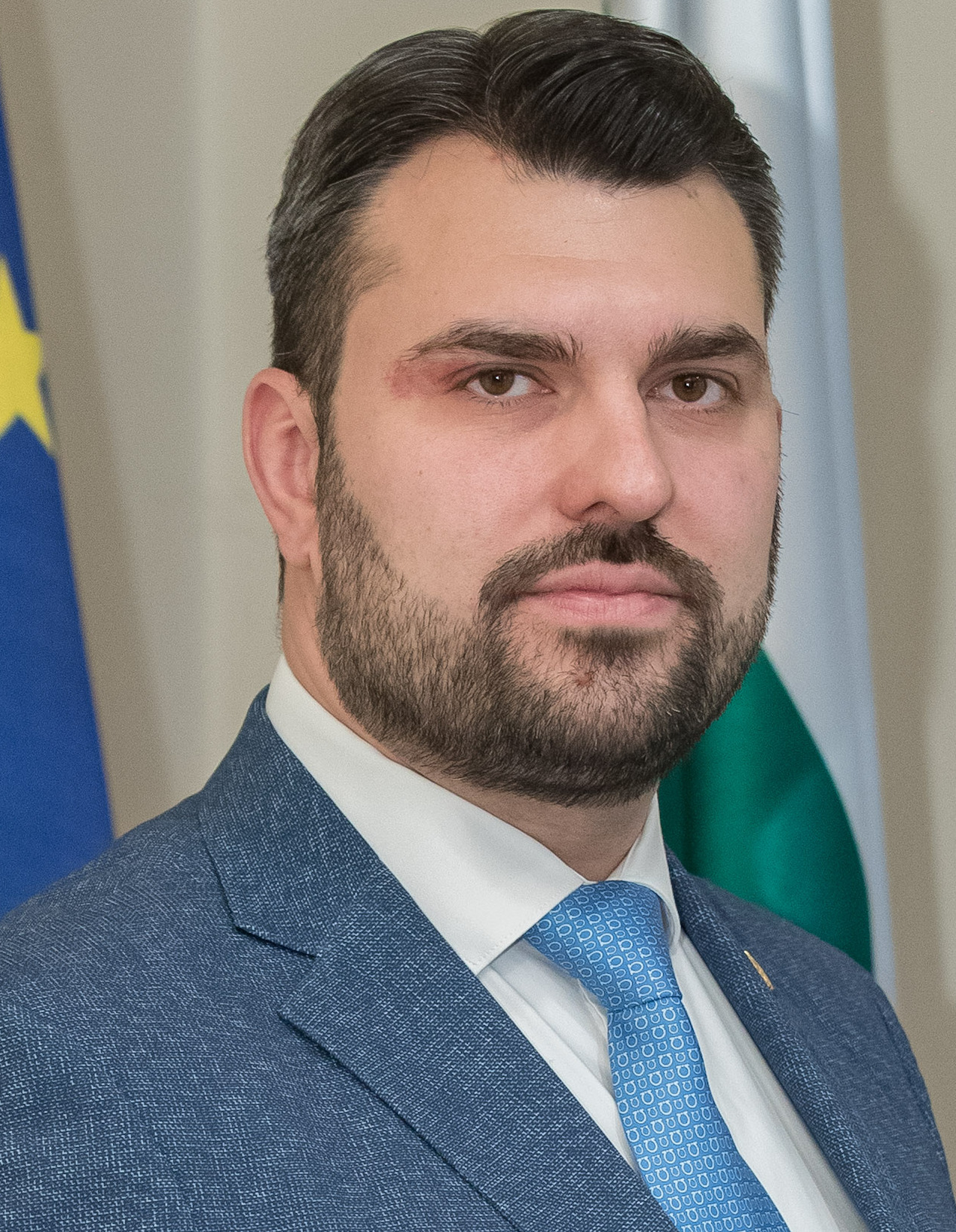
Georg Georgiew (2025)

Georg Danielow Georgiew (bulgarisch Георг Даниелов Георгиев, wiss. Transliteration Georg Danielov Georgiev, * 20. Oktober 1991 in Sofia) ist ein bulgarischer Politiker (GERB). Er ist seit Januar 2025 Außenminister seines Landes.

## Werdegang
Georgiew studierte Politikwissenschaft an der Universität Sofia und schloss mit dem Bachelor ab. An derselben Universität absolvierte er einen Masterstudiengang in Politikberatung.
2010 trat Georgiew der GERB bei und wurde 2014 von der Generalversammlung zum Vorsitzenden der Jugendorganisation der Partei gewählt. Bei der Parlamentswahl 2014 errang er einen Sitz in der Nationalversammlung und war der jüngste Abgeordnete. Nach der Wahl 2017 schied er aus der Nationalversammlung aus und wurde im Mai 2017 von Ministerpräsident Bojko Borissow zum stellvertretenden Außenminister ernannt. Dieses Amt hatte er bis 2021 inne. Bei der Wahl im April 2021 kehrte er als Abgeordneter in die Nationalversammlung zurück, schied aber schon nach der Wahl im Juni 2021 wieder aus, um dann wieder bei der Wahl 2022 erneut zurückzukehren. Das Mandat konnte er bei den nachfolgenden Wahlen, zuletzt im Oktober 2024 verteidigen.
Im Januar 2025 wurde Georgiew von Ministerpräsident Rossen Scheljaskow (GERB) als Minister für auswärtige Angelegenheiten in das neu gebildete Kabinett berufen und am 16. Januar 2025 von der Nationalversammlung bestätigt. Mit der Ernennung schied er aus der Nationalversammlung aus.